# Датчани в Гренландия
Датчаните в Гренландия (на датски: Danish Greenlander; на гренландски: Dansk-grønlændere) са етническа група в Гренландия.
Те съставят около 11% от населението на територията.  Инуитите са около 85 – 90% от общото население.

## История
От X до XV век в югозападната част на Гренландия има постоянно селище. Не е ясно кога и как селището е изчезнало, но изглежда един от основните фактори е изменението на климата. По-голямата част от средновековните заселници са от Норвегия, а не от Дания.
От 1721 г. датското и норвежкото население в югозападната част на страната е възстановено под формата на сезонни търговски постове и мисии.

## Датският език в Гренландия
Датският и гренландският език са използвани в обществените дела в Гренландия от създаването на родното управление през 1979 г.; по-голямата част от населението може да говори и двата езика. Гренландският става единственият официален език през юни 2009 г.  Датският език все още се използва широко в администрацията и във висшето образование, както и като първи или единствен език за някои датски граждани в столицата Нуук и други по-големи градове в страната.
Около 12% от населението на Гренландия говори датски като първи или единствен език, особено датските имигранти в страната.